# جسور الهوى - حب في الهند
جسور الهوى - حب في الهند (بالبرتغالية: Caminho das Índias‏) هي تيلينوفيلا برازيلية، مقتبس من رواية "India - A Love Story" للمؤلفة "غلوريا بيريز"، بطولة جوليانا بايز، رودريغو لومباردي، مارسيو جارسيا، توني راموس، ليما دوارتي، ليتيسيا ساباتيلا. تم عرضه في الفترة من 19 يناير إلى 11 سبتمبر 2009 بمجموع 203 فصلا، على قناة "تي في غلوبو" التي قامت بإنتاجه.
تعاونت المؤلفة "غلوريا بيريز" مع كارلوس لومباردي وإليزابيث جين وليلا ميكولي لمدة شهرين بسبب خضوعها لعملية طبية. يسلط العمل الضوء على الإختلاف والتناقضات في المعتقدات والقيم والصدام بين الثقافات والتقاليد المختلفة بين العالم الشرقي والغربي المتمثل في البرازيل والهند؛ والصور النمطية الدارجة وذلك عن طريق قصة حب مستحيلة بين فقير هندي وجميلة غنية تنتهي بالانتقام.
تعد السلسلة واحدة من أفضل المسلسلات مبيعا لقناة "غلوبو تي في" إلى جانب تيلينوفيلا شارع الحب، جاد ولون الخطيئة (التي وصلت إلى أكثر من 130 دولة). في 23 نوفمبر 2009، فاز المسلسل بلقب إيمي الدولية عن فئة أفضل تيلينوفيلا لعام 2009.

## قصة المسلسل
تدور قصة المسلسل عن الشاب راج المتفتح ذي الثقافة المزدوجة الشرقية الغربية، الذي تلقى تعليمه في بريطانيا، وظل يواعد صديقته دودا، وهي فتاة برازيلية، ولم يتركها إلا حينما اعترضت عليها عائلته، وقررت أن يتزوج فتاة تدعى مايا، لم يكن يريدها في البداية، لكن بدأ يعشقها بعد الزواج بها.
أما مايا ففتاة منحدرة من عائلة تمارس التجارة، وتعتقد دائمًا أن في استطاعتها أن تختار الزواج بمن تحب بكل إرادة، لكن لم يحدث ذلك؛ فحببيها باهون كان منحدرًا من الطبقة السفلى في الهند؛ ما مثل عائقًا لارتباطهما، وحال دون إكمال قصة الحب بينهما؛ لذلك خضعت مايا لرغبة عائلتها في الزواج براج في نهاية المطاف.
الحبيب الأول باهون يعود مرة أخرى من أجل مايا، لكن هذه المرة ليس من أجل الحب، بل من أجل الانتقام منها ومن زوجها راج.

## الممثلون

الشخصيات الرئيسية
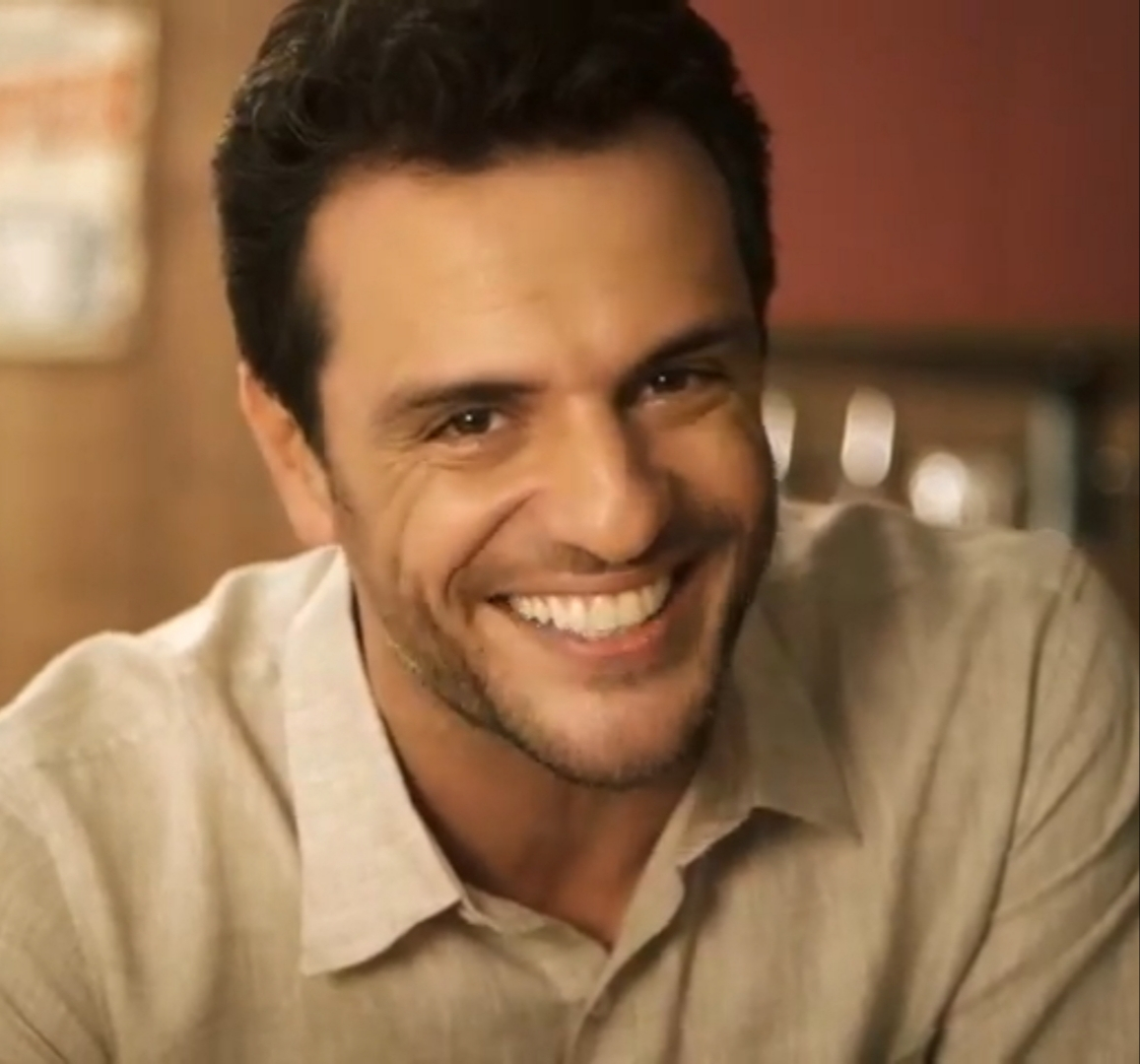
رودريغو لومباردي في دور راج أناندا
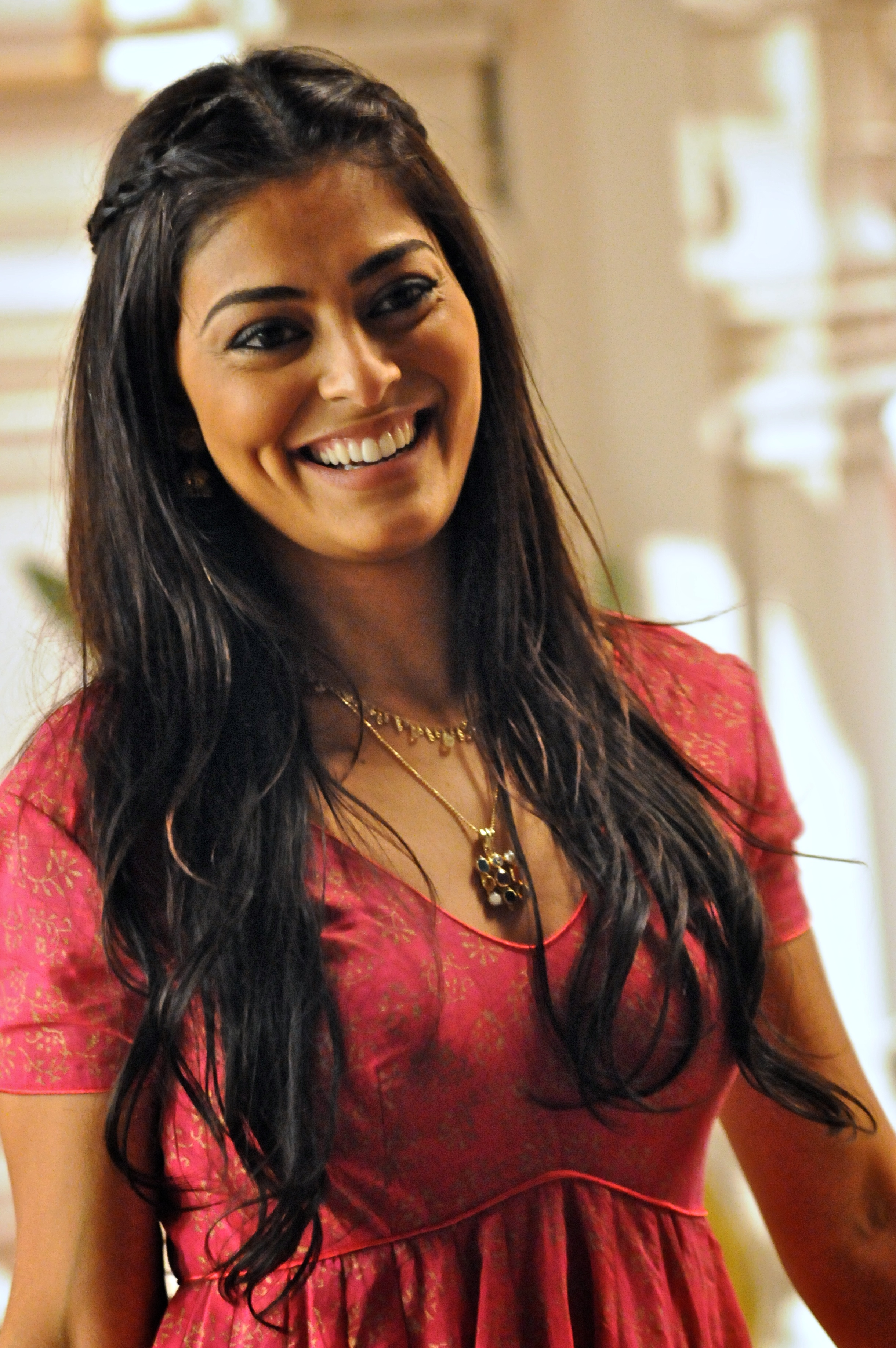
جوليانا بايس في دور مايا ميثا.
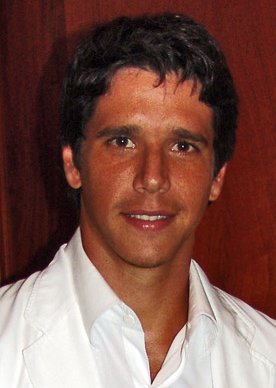
مارسيو غارسيا في دور بهوان سوندراني
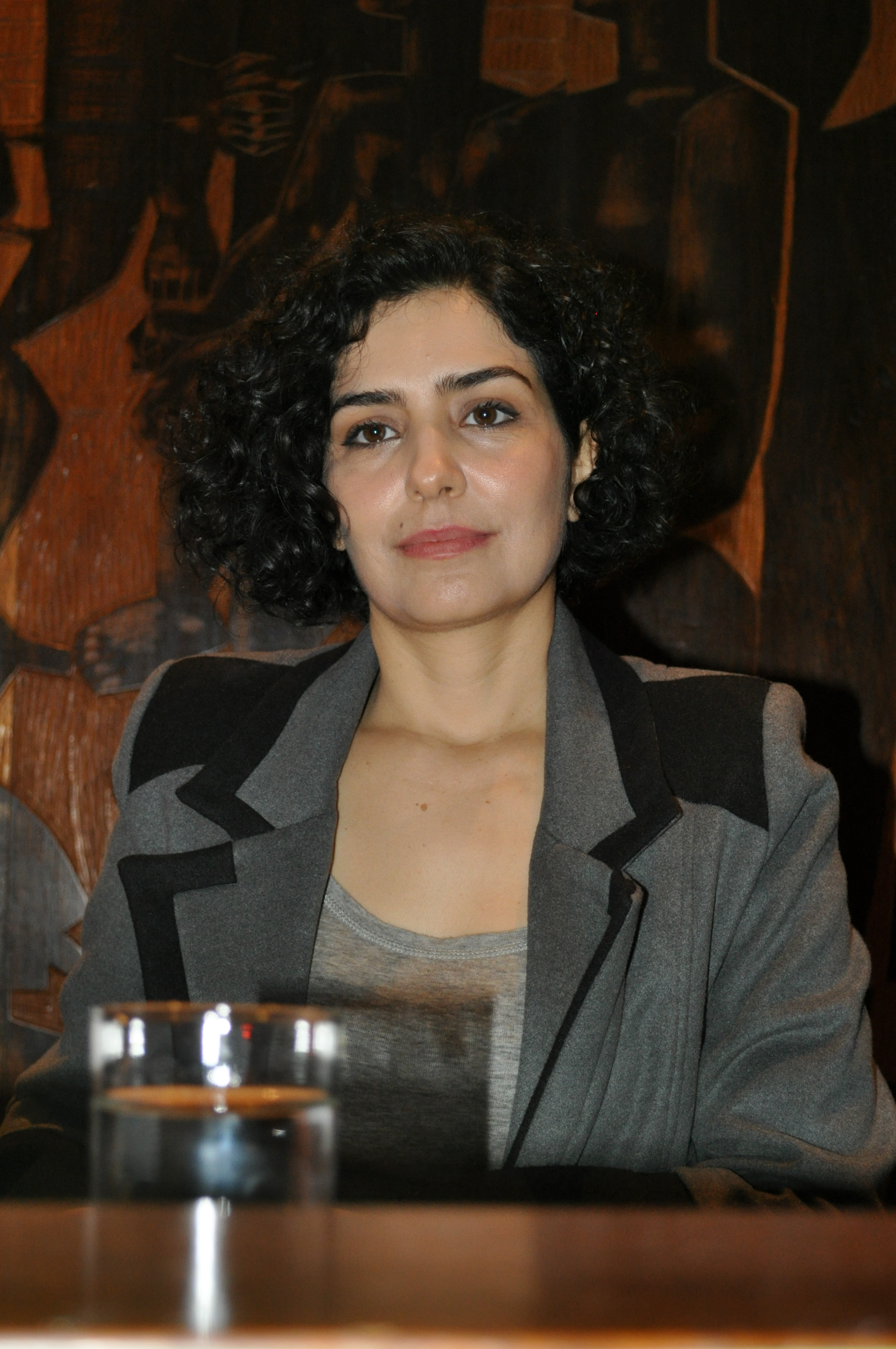
ليتيشيا ساباتيلا في دور إيفون ماجالهايس أوليفيرا(آنا مارغوت بيتنكوي / ماريا روسي / سامانثا تويلور)
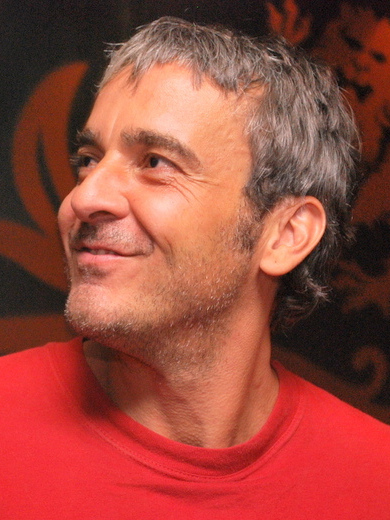
أليكساندر بورغز في دور راؤول كادوري
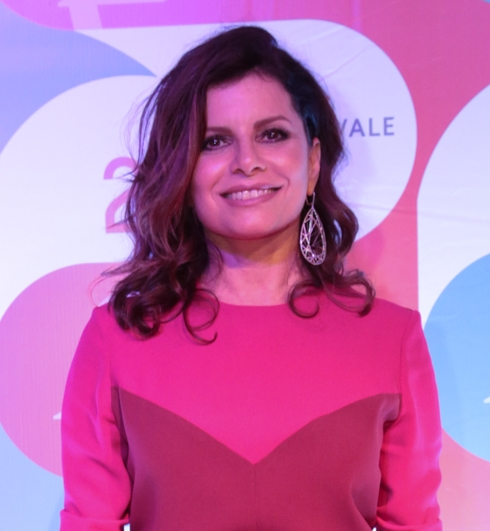
ديبورا بلوك في دور سيلفيا كادوري
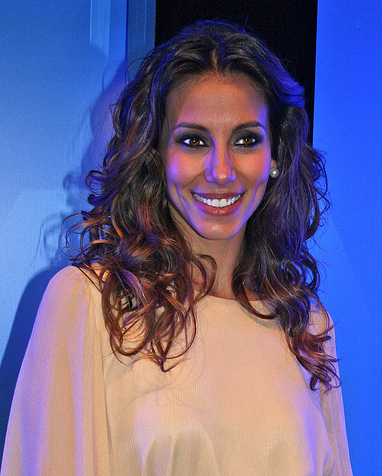
تانيا خليل [الإنجليزية] في دور ماريا إدواردا دي مورايس غاريدو (دودا)
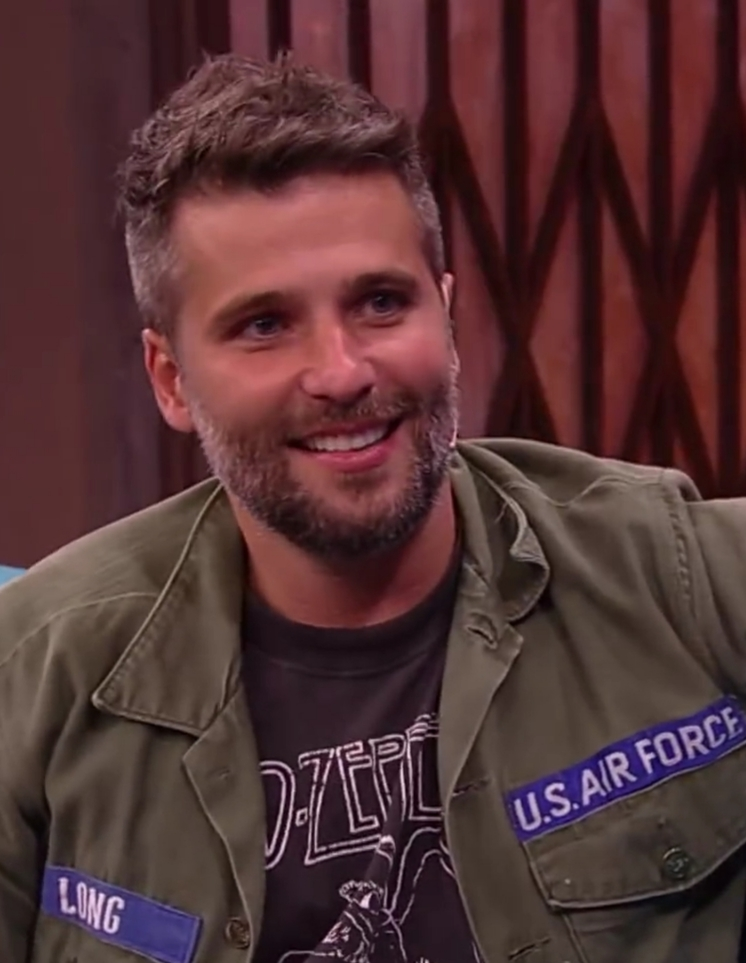
برونو جالياسو [الإنجليزية] في دور تارسو بيرناردي كادوري

## الإنتاج

### دبلجة المسلسل
دبلج المسلسل إلى عدة لغات ولهجات وفقا للدول التي اشترت حقوق العمل، منها الدبلجة إلى اللغة العربية باللهجة المغربية تحت عنوان: مايا وقد كان يعرض على قناة دوزيم المغربية في جزئين؛ حيث عرض الجزء الأول فقط
تم دبلجة العمل إلى عدة لغات تحت أسماء:
- Caminho das Índias (النسخة الأصلية - اللغة البرتغالية)
- الهند، una historia de Amor (اللغة الأسبانية)
- India, A Love Story (اللغة الفرنسية)
- مايا (اللغة العربية - اللهجة المغربية)
- جسور الهوى - حب في الهند (اللغة العربية - اللهجة المصرية)

## الموسيقى التصويرية

### الأغاني البرازيلية
- كوفر موسيقي: جوليانا بايس

| الأغنية - الفرقة/المغني                                                        | اللحظة                        |
| ------------------------------------------------------------------------------ | ----------------------------- |
| - Beedi Jalaile - سوخويندر سينغ & سونيدهي تشوهان [الإنجليزية]                  | - (شارة البداية)              |
| - Eu Nasci Há Dez Mil Anos Atrás – ناندو ريس [الإنجليزية]                      | - (أغنية لموقع الهند)         |
| - Pára-Raio - سكانك (فرقة) [الإنجليزية]                                        | - (أغنية موريلو)              |
| - Uma Prova De Amor - زيكا باجودينيو [الإنجليزية]                              | - (أغنية كاستانيو وسولين)     |
| - Vamos Fugir (Gimme Your Love) - جيلبرتو جيل                                  | - (أغنية تارسو وتونيا)        |
| - Ela Disse - مارسيلو دي تو [الإنجليزية]                                       | - (أغنية جوليا)               |
| - Memórias - بريسيلا نوفيس ليون [الإنجليزية]                                   | - (أغنية إيناس)               |
| - Martelo Bigorna - لينين (موسيقي) [الإنجليزية]                                | - (أغنية إيفون)               |
| - Nada Por Mim - بولا تولير [الإنجليزية]                                       | - (أغنية كاميلا)              |
| - Alma - زيليا دنكان [الإنجليزية]                                              | - (أغنية ميليسا وراميرو)      |
| - Sob Medida - إيزابيلا تافياني [الإنجليزية]                                   |                               |
| - Lembra De Mim - إميليو سانتياغو [الإنجليزية]                                 | - (أغنية سيلفيا)              |
| - Amor, Meu Grande Amor - أنجيلا رو رو [الإنجليزية]                            | - (أغنية كيارا وموريلو)       |
| - Não Se Esqueça De Mim - نانا كايمي [الإنجليزية] & إراسمو كارلوس [الإنجليزية] | - (أغنية بوهان ومايا)         |
| - Feliz - غونزاغوينا [الإنجليزية]                                              | - (أغنية راج ودودا)           |
| - O Vento Vai Responder (Blowin' in the Wind) - زي رامالهو [الإنجليزية]        | - (أغنية دايزي)               |
| - Dois pra lá, dois pra cá - أليز هاجينا                                       | - (أغنية لموقع ريو دي جانيرو) |
| - Até Quem Sabe - نارا لياو [الإنجليزية]                                       | - (أغنية راؤول)               |
| - Sufoco da Vida - هارمونيا إنلوكيس [الإنجليزية]                               |                               |
| - Você Não Vale Nada - كالسينيا بريتا [الإنجليزية]                             | - (أغنية نورمينها)            |

## نسب المشاهدة والأصداء

### التقييمات
حاز المسلسل على أعلى نسبة مشاهدة حين عرض البرازيل لأول مرة في نهاية عام 2009؛ بناءً على التقييمات الصادرة من المعهد البرازيلي للرأي العام والإحصاءات، بمعدل 40 نقطة مشاهدة، مع العلم أن كل نقطة تمثل 60 ألف أسرة. وأرجع النقاد سبب زيادة نسبة مشاهدته إلى الرسالة التي يقدمها، فضلاً عن تصويره في أماكن رائعة وجميلة، والموسيقى التصويرية التي وصفت بأنها غاية في الإبداع، والتي أضفت لمسات فنية جميلة على قصته.
يذكر أنه بعد عرض المسلسل زادت ثقافة الشارع البرازيلي عن الهند؛ الأمر الذي أدى إلى ارتفاع رحلات السياح البرازيليين إليها، كما أن الكتب عن الهند صارت على رأس قائمة التوزيع.

## وصلات خارجية
- جسور الهوى - حب في الهند على موقع IMDb (الإنجليزية)
- جسور الهوى - حب في الهند على موقع فيلمافينيتي (الإسبانية)
- جسور الهوى - حب في الهند على موقع كينوبويسك (الروسية)
- جسور الهوى - حب في الهند على موقع ألو سيني (الفرنسية)
- جسور الهوى - حب في الهند على موقع قاعدة بيانات الفيلم (الإنجليزية)

الموقع الرسمي
الصفحة الرسمية للمسلسل على موقع قناة mbc4